# Clapp Ridge
Clapp Ridge är en bergstopp i Antarktis. Den ligger i Östantarktis. Nya Zeeland gör anspråk på området. Toppen på Clapp Ridge är 1 816 meter över havet, eller 14 meter över den omgivande terrängen. Bredden vid basen är 0,86 km.
Terrängen runt Clapp Ridge är mycket bergig. Trakten är obefolkad. Det finns inga samhällen i närheten. 